# Luperus sibiricus
Luperus sibiricus es una especie de insecto coleóptero de la familia Chrysomelidae.
Fue descrita científicamente en 1916 por Csiki.